# 内務大臣 (シンガポール)
内務大臣（ないむだいじん、英語: Minister for Home Affairs）は、シンガポールの閣僚。内務省（Ministry of Home Affairs）の長。

## 概要
かつては内務防衛大臣であったが、1970年に国防省と内務省に分かれた。

## 内務大臣の一覧
| 大臣                         | 画像 | 内閣                          | 在任期間                       | 所属党派   |
| ---------------------------- | ---- | ----------------------------- | ------------------------------ | ---------- |
| w:Ong Pang Boon              |      | リー・クアンユー内閣          | 1970年8月11日 - 1970年9月5日   | 人民行動党 |
| w:Wong Lin Ken               |      | リー・クアンユー内閣          | 1970年9月6日 - 1972年9月15日   | 人民行動党 |
| w:Edmund William Barker      |      | リー・クアンユー内閣          | 1972年9月16日 - 1972年10月30日 | 人民行動党 |
| w:Chua Sian Chin             |      | リー・クアンユー内閣          | 1972年11月1日 - 1985年1月1日   | 人民行動党 |
| シャンムガム・ジャヤクマール |      | リー・クアンユー内閣 ゴー内閣 | 1985年1月2日 - 1994年1月1日    | 人民行動党 |
| ウォン・カンセン             |      | ゴー内閣 リー・シェンロン内閣 | 1994年1月2日 - 2010年10月31日  | 人民行動党 |
| K・シャンムガム              |      | リー・シェンロン内閣          | 2010年11月1日 - 2011年5月17日  | 人民行動党 |
| テオ・チー・ヒエン           |      | リー・シェンロン内閣          | 2011年5月18日 - 現職           | 人民行動党 |